# Poricicea, Veselînove
Poricicea (în ucraineană Поріччя, în germană Rastadt) este localitatea de reședință a comunei Poricicea din raionul Veselînove, regiunea Mîkolaiiv, Ucraina. Satul a fost locuit de germanii pontici. Astăzi localitatea cuprinde și fostul sat München.

## Demografie
Componența lingvistică a localității Poricicea
     Ucraineană (94,77%)
     Rusă (3,22%)
     Alte limbi (2,01%)
Conform recensământului din 2001, majoritatea populației localității Poricicea era vorbitoare de ucraineană (94,77%), existând în minoritate și vorbitori de rusă (3,22%).